# Непомнящий, Леонид Михайлович
Леони́д Миха́йлович Непо́мнящий (28 апреля 1939, Москва — 26 ноября 2023, там же) — советский и российский художник, график, плакатист. Член Союза художников СССР, заслуженный художник Российской Федерации.

## Биография
Родился 28 апреля 1939 года в Москве, в семье уроженца Одессы Михаила Натановича Непомнящего (1906—?), скрипача в оркестре Большого театра. 
Начинал свою деятельность в качестве плакатиста, позже стал являться художником и графиком. В 1965 году Непомнящий окончил мастерскую плаката Московского государственного художественного института им. В. И. Сурикова. Учился у Н. А. Пономарёва, О. М. Савостюка, Б. А. Успенского. C 1969 года стал членом Союза художников СССР. Является Заслуженным художником Российской Федерации.
Скончался 26 ноября 2023 года в возрасте 84 лет, в Москве. По словам дочери, последние 10 лет у художника развивался синдром Альцгеймера.

## Личная жизнь
В середине 1960-х годов Леонид Непомнящий женился на актрисе театра и кино Валентине Талызиной (1935—2025), с которой прожил в браке двенадцать лет. В 1969 году у пары родилась дочь Ксения, тоже ставшая актрисой.

## Творчество
Леонид Непомнящий — участник республиканских и всесоюзных, а также зарубежных художественных выставок. Сотрудничал с издательством «Плакат» и «Агитплакат», а также с крупнейшими издательствами Мексики «Larousse», «Santiyana» и «Castillo». В 1990 году Леонид Непомнящий переехал жить в Мексику, через пятнадцать лет вернулся в Москву.

### Музеи
Акварели Леонида Непомнящего находятся в Государственном историческом музее, Музее М. Ю. Лермонтова в Пятигорске, Музее современного искусства в Москве, а также в частных коллекциях таких стран, как США, Мексика, Германия, Франция, Голландия.

## Звания и награды
- Заслуженный художник Российской Федерации[10].
- Лауреат первой премии ЦК ВЛКСМ (за плакаты, представленные на Всесоюзной выставке, посвящённой 50-летию комсомола, 1968). Иллюстрации к роману А. Дюма «Три мушкетёра» (премия ЦК ВЛКСМ) к стихам и прозе М.Ю. Лермонтова[10].
- Лауреат первой премии (за плакаты, представленные на Всесоюзной выставке, посвященной 50-летию комсомола, 1968)[10].
- Серебряная медаль Академии художеств СССР[10].
- Премия совета по культуре правительства Мексики[10].
- Национальная премия Мексики «Антонио Роблес» за книжные иллюстрации[10].
- 1980-е — вошёл в число лучших книжных графиков СССР[10].
- В период с 1965 по 1990 год получил награды и премии на выставках в СССР, Польше, Вьетнаме, Японии, во Франции и на Кубе[10].

## Издания
- Нина Ивановна Бабурина.Советский зрелищный плакат: театр, цирк, балет, кино, 1917-1987.— Сов. художник, 1990.— 220с.— ISBN 978-5-269-00302-3.
- Государственная библиотека СССР имени В. И. Ленина. Sovetskiĭ politicheskiĭ plakat: Slovo o plakate. — Sov. khudozhnik, 1984. — 56 с.
- Московские плакатисты. — Сов. художник, 1982. — 194 с.